# 公子归生
公子归生（前7世紀—前599年），字子家，中国春秋时期郑国的公子。

## 生平
前625年，晋国先且居、宋国公子成、陈国辕选、郑国公子归生伐秦国。前614年，郑穆公与鲁文公在棐地会宴。公子归生赋《鸿雁》。季文子赋《四月》。子家赋《载驰》之四章。文子赋《采薇》之四章。前610年，晋国怀疑郑国和楚国勾结，郑穆公派公子归生到晋国赵盾处辩解。说辞就是《郑子家告赵宣子》。前607年，宋国华元率兵和公子归生率兵，战在大棘交战。宋师败绩，郑国获华元。
公子宋对公子归生说自己食指跳动，就可以大饱口福。前605年，郑灵公请群臣吃鼋，开玩笑故意不给公子宋吃，来嘲笑公子宋食指大动不準。结果，公子宋大怒，用食指到郑灵公的鼎里蘸汤喝。郑灵公十分震怒。公子宋怕国君杀他，想联合公子归生弑君。公子归生不想背负弑君之名。结果，公子宋就诬陷公子归生，公子归生没办法，和公子宋杀死郑灵公，要拥立公子去疾。公子去疾拒绝，推荐公子坚，公子坚就是郑襄公。因为公子宋得到了晋国的支持，晋国、楚国都没有因为弑君之事讨伐郑国。公子归生去世后，郑人砍公子归生的棺木，驱逐其族人。